# تسوفيم
تسوفيم (بالعبرية: צוּפִים) (بالعربية: مستوطنة صوفين)
هي مستوطنة إسرائيلية أقيمت على أراضي قرية صوفين الفلسطينية شرق مدينة قلقيلية بالضفة الغربية.

## التاريخ
شيدت مستوطنة تسوفيم في الضفة الغربية عام 1989.

## سبب التسمية
سميت مستوطنة تسوفيم بهذا الاسم نسبة إلى قرية صوفين الفلسطينية والتي أقيمت على أراضيها المستوطنة.

## السكان
بلغ عدد سكان مستوطنة تسوفيم في عام 2018 حوالي 2,369 نسمة.

## عن صوفين
تعد قرية صوفين إحدى القرى الكنعانية التاريخية، تقع صوفين على تل صغير شرق مدينة قلقيلية، ويجاورها تل خلة نوفل، تبعد صوفين عن مركز مدينة قلقيلية حوالي 3 كم، وحديثاً امتد إليها العمران من مدينة قلقيلية. شهدت قرية صوفين عام 1956 معركة شهيرة بين الفلسطينيين والجيش الأردني من جانب، وبين القوات الإسرائيلية من جانب آخر، وقد أقيم في المنطقة نصب تذكاري لجنود المعركة.